# St. Joseph (Düsseldorf-Holthausen)

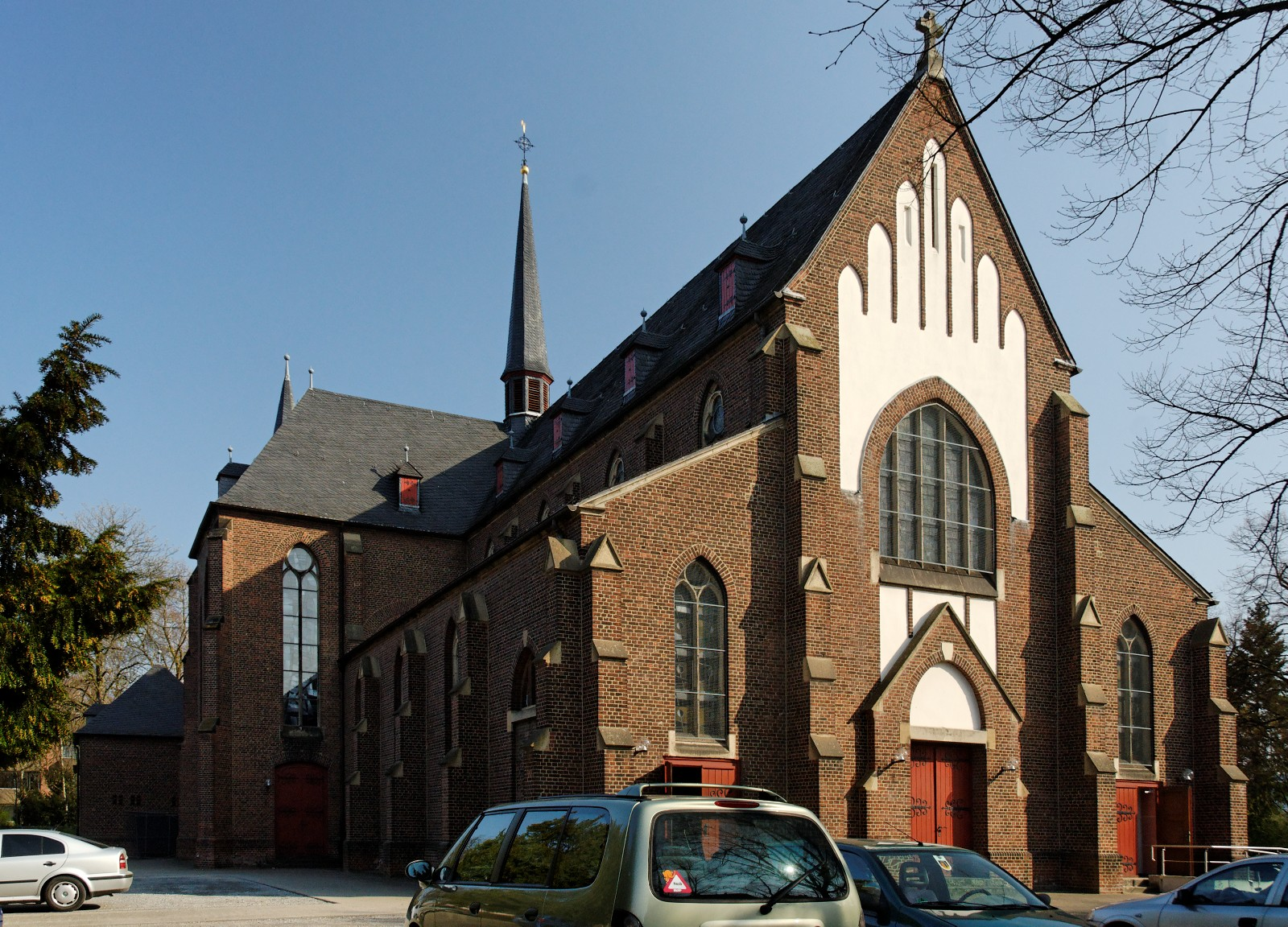
St.-Josephs-Kirche

Die katholische Pfarrkirche St. Joseph in Düsseldorf-Holthausen ist eine ab 1905 von Wilhelm Sültenfuß erbaute neugotische Kirche mit Außenmauern aus sichtbaren Backsteinen.
Holthausen war bis 1872 eine ländliche Gemeinde und gehörte zur Pfarrei Itter. Durch die Industrialisierung, vor allem die Ansiedlung von Henkel, wuchs die Bevölkerung gegen Ende des 19. Jahrhunderts rasant. Unmittelbar neben den Werkshallen wurde 1904 der Grundstein zur Kirche gelegt. 1905 wurden Chor und Querschiff errichtet. 1913 folgte der zweite Bauabschnitt, während dem insbesondere das Langhaus entstand. Die Orgel wurde 1965 von Romanus Seifert & Sohn erbaut. Eine Besonderheit der Kirche ist, dass sie ohne Turm gebaut wurde. Die Glocken befinden sich in einem Dachreiter. Von 1976 bis 1979 wurde die Kirche restauriert, gefolgt von einer weiteren Bestandssicherung in den 1990er Jahren.
Die gleichnamige Pfarrei gehört zur Seelsorgeeinheit Düsseldorfer Rheinbogen.